# Saldonha
Saldonha is een plaats (freguesia) in de Portugese gemeente Alfândega da Fé en telt 102 inwoners (2001).